# Albany (Kentucky)
Albany város az USA Kentucky államában. Lakosainak száma 1760 fő (2020. április 1.).

## Népesség
A település népességének változása:

| 2010 | 2 033 |
| 2020 | 1 760 |